# Brusnica
Brusnica je naziv za nekoliko vrsta biljaka (grmova) iz roda Vaccinium, većinom iz podroda Oxycoccus; to su Vaccinium oxycoccos, Vaccinium macrocarpon, Vaccinium microcarpum i Vaccinium erythrocarpum. Vrsta Vaccinium vitis-idaea ne pripada podrodu Oxycoccus, nego podrodu Vaccinium, ali smatra se brusnicom. Uglavnom, vrste daju crvene plodove i raste po više kontinenta sjverne polutke, no Vaccinium macrocarpon i Vaccinium erythrocarpum su endemični samo sjevernoj Americi. Kod nas raste samo Vaccinium vitis-idaea, u Gorskom kotaru i na Velebitu, ali je znatno rjeđa od borovnice.
Plodovi brusnice su bogati različitim zaštitnim tvarima, sadrže minerale, vitamin A, vitamin C, kalij i biljna vlakna. Spominje se kao prirodni antibiotik. Crvena tvrda bobica zbog veće količine vitamina C ima kiselkast okus. Brusnica ima izdanke duljine 1 do 2 metra, uz izdanke dužine 20 cm na kojima su cvatovi i kasnije plodovi. Izdanci su drvenasti, lišće je tamno zeleno, zimi u fazi mirovanja je lišće crvenkasto. Sve vrste sadnica su dugovječne, a nasadi brusnica traju 30 i više godina.

## Uzgoj
Uzgajaju se isključivo izrazito rodne sorte američke brusnice (V. macrocarpon) za globalno tržište, no postoje sada i dosta kultiviranih sorata obične brusnice (V. vitis-idaea) za kućne vrtove.

## Vanjske poveznice
- PFAF Database Vaccinium vitis-idaea